# Носова, Тамара Макаровна
Тама́ра Мака́ровна Но́сова (21 ноября 1927, Москва, СССР — 25 марта 2007, Москва, Россия) — советская и российская киноактриса, народная артистка России (1992).

## Биография
Родилась в Москве 21 ноября 1927 года и была третьим ребёнком в семье. Когда ей было полтора года, умерла её мать, после чего её отец, не имея возможности содержать семью, отдал всех трёх детей в детский дом, но очень скоро Тамара была удочерена семьёй специалиста по авиамоторам. С биологическим отцом Тамара встретилась, только когда ей было за 30 лет: она признала их родство, но поддерживать дальнейшие отношения отказалась.
Школу окончила в 1945 году, будучи в эвакуации в Подмосковье. В 1950 году окончила ВГИК (мастерская Б. В. Бибикова и О. И. Пыжовой). В 1950—1953 годах и с 1990 года — работает по договорам, в 1953—1990 годах — актриса состояла в труппе Театра-студии киноактёра.
Была одной из самых известных комических актрис отечественного кино 50—60-х годов XX века.
С 1970-х годов актриса снимается редко. Эффектными и несколько неожиданными по стилю были её появления в роли донны Розы в комедии «Здравствуйте, я ваша тётя!» и хозяйки борделя в «Бульварном романе». В 1984 году снялась в телефильме М. А. Швейцера «Мертвые души» в роли Коробочки.
После смерти приемной матери в 1982 году Тамара Носова вела замкнутый образ жизни.
Многие факты своей биографии Носова держала в тайне. Например, скрывала своё происхождение.

### В воспоминаниях Юрия Нагибина
В своём «Дневнике» писатель Юрий Нагибин упомянул Тамару Носову, с которой познакомился в 1954 году на съёмках фильма «Гость с Кубани» и какое-то время был в близких отношениях:

Слушал, слушал [её] разглагольствования… — ребяческое тщеславие, хвастовство, — и вдруг, в какой‑то миг странное выражение слабости, обречённости на её лице, — и всё увиделось по-другому: истинно талантливый, более — обречённый своему таланту человек. Всё простилось и — страшная нежность.— Юрий Нагибин. «Дневник», глава «1954».

### Последние годы и смерть
Последние годы жила в страшной нищете и затворничестве, в заросшей грязью квартире. Она питалась в столовой для бездомных и малоимущих, а пенсии не хватало даже на квартплату. В начале весны 2007 года у Тамары Носовой случился инсульт. Вскрывшая квартиру 6 марта 2007 года милиция обнаружила актрису лежащей на полу; по её телу бегали тараканы и крысы. Единственный племянник Анатолий Васин (хотя генетически родство не было доказано) отправил Носову в 15-ю городскую больницу. Умерла 25 марта 2007 года на 80-м году жизни в Москве от хронической ишемии головного мозга. Урна с прахом актрисы была захоронена в колумбарии Ваганьковского кладбища.

## Личная жизнь
Единственный официальный муж (1950—1956), сотрудник МИД Олег Малинин (р. 1919), увёз её в Австрию и не хотел, чтобы жена снималась в кино.
Потом была длительная связь с артистом Юрием Николаевичем Боголюбовым (1928—1975).
Затем фактический брак (1961—1967) с писателем Виталием Губаревым (1912—1981; автор сказки «Королевство кривых зеркал», которую он посвятил Тамаре Носовой).
Ещё один фактический муж (1970—1975) — режиссёр, народный артист Украины (2017) Николай Засеев. Даже после того как они расстались, Засеев приглашал бывшую возлюбленную во все свои фильмы, но Носова отказывалась сниматься.
Детей не имела.

## Награды и звания
- орден «Знак Почёта» (12 апреля 1974 года) — за заслуги в развитии советской кинематографии и активное участие в коммунистическом воспитании трудящихся[12].
- народная артистка РФ (23 июня 1992 года) — за большие заслуги в области киноискусства[2].
- заслуженная артистка РСФСР (10 апреля 1968 года) — за заслуги в области советского киноискусства[13].

## Фильмография
- 1948 — Молодая гвардия — Валентина Филатова
- 1948 — Страницы жизни — Клава (нет в титрах)
- 1949 — Падение Берлина — Катя
- 1950 — Кавалер Золотой Звезды — Анфиса Тутаринова
- 1952 — Ревизор — Марья Антоновна, дочь городничего
- 1953 — Беззаконие — Агния, горничная
- 1954 — Шведская спичка — Акулька, солдатка
- 1955 — Гость с Кубани — Дуська, подруга Насти
- 1955 — Секрет красоты (к/м) — Кукушкина
- 1956 — Илья Муромец — Берметовна
- 1956 — Карнавальная ночь — Тося Бурыгина, секретарша Огурцова
- 1956 — Она вас любит! — Тамара, подруга Оли
- 1957 — Конец Чирвы-Козыря — Параня Пивень
- 1957 — Шторм — Дуся Савандеева
- 1958 — Новые похождения Кота в сапогах — Двуличе
- 1959 — Особый подход — Верочка
- 1959 — Черноморочка — Вероника, певица
- 1961 — Чистое небо — девушка на заводе
- 1962 — Как рождаются тосты — Ляля, секретарь главного инженера
- 1963 — Королевство кривых зеркал — тётушка Аксал
- 1964 — Женитьба Бальзаминова — Ничкина, мать Капочки
- 1964 — Председатель — невеста Пашиного брата (нет в титрах)
- 1965 — Спящий лев — Олимпиада Андреевна, председатель месткома
- 1967 — Огонь, вода и… медные трубы — Первая красавица
- 1967 — Свадьба в Малиновке — Комариха, возлюбленная Яшки-артиллериста
- 1969 — Братья Карамазовы — Мария Кондратьевна
- 1969 — Взрыв после полуночи — Галина
- 1969 — Старый знакомый — Ляля, жена Огурцова
- 1970 — В тридевятом царстве… — Марго де Шарман
- 1973 — Бесстрашный атаман — урядничиха
- 1975 — Здравствуйте, я ваша тётя! — донна Роза д’Альвадорец (озвучивает Виктория Чаева)
- 1975 — Пузырьки — Вера Николаевна
- 1977 — Афоня, горим! (к/м) — жена
- 1978 — Только каплю души — Корнелия
- 1983 — Спокойствие отменяется — Марта
- 1983 — Тайна «Чёрных дроздов» — миссис Кремп
- 1984 — Мёртвые души — Коробочка
- 1994 — Бульварный роман — Фанни Львовна Эдельгейм
- 1998 — С новым годом, Эльдар Александрович! — камео
- 1999 — Шутить изволите? (киноальманах) — тётка

### Киножурнал «Фитиль»
- 1963 — «Преобразователи природы» (Выпуск № 10) — Короедова
- 1963 — «Сила привычки» (Выпуск № 18) — секретарь
- 1974 — «Бумеранг» (Выпуск № 146) — секретарь
- 1974 — «Найди себя» (Выпуск № 147) — заведующая фотоателье
- 1997 — «Презентация почина» (Выпуск № 404)

### Озвучивание мультфильмов
- 1956 — Небесное созданье

## Документальное кино
- «Блеск и нищета королевы комедии». — Россия, 2007
- «Тамара Носова. Не бросай меня!» — Россия, 2020
- «Тамара Носова. Раскрывая тайны звезд» — Россия, 2022